# شبكة عصبونية حيوية

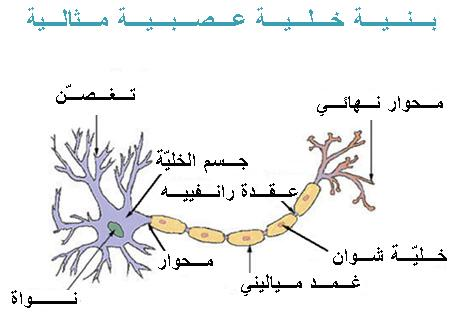
الخلية العصبية

الشبكة العصبونية الحيوية (بالإنجليزية: Biological neural network)‏ في العلوم العصبية هي سلسلة من الخلايا العصبية المترابطة والتي يحدِد تنشيطها مسار خطي يمكن التعرف عليه. وتتفاعل الخلايا العصبية الموجودة في الشبكة العصبونية مع جيرانها عن طريق اتصال نهايات المحور العصبي لخلية بالزوائد الشجرية لخلية أخرى، في نقاط معينة تُعرف بنقاط التشابك العصبي. وإذا كان مجموع إشارات الإدخال في خلية عصبية واحدة يفوق عتبة معينة، فإن الخلية العصبية تقوم بإرسال جهد الفعل لربوة المحور العصبي ومن ثم تنقل هذه الإشارة الكهربائية على طول المحور العصبي.
وقد ألهمت الشبكات العصبونية الحيوية تصميم الشبكات العصبونية الاصطناعية.

## الدراسة المبكرة
- انظر أيضا:اتصالية

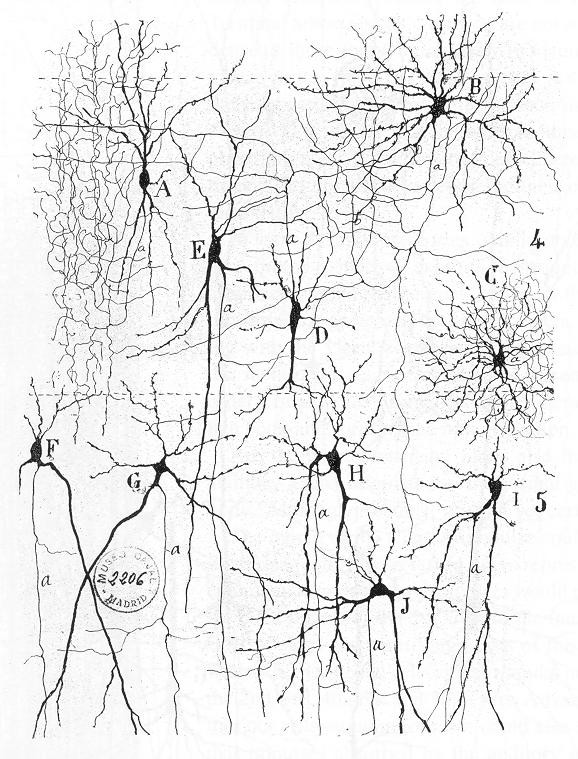
من "نسيج الجهاز العصبي للإنسان والفقرات " سانتياغو رامون ذ كاجال. يوضح الشكل تنوع مورفولوجيا الخلايا العصبية في القشرة السمعية.

يمكن العثور على الأعمال المبكرة عن الشبكات العصبونية الحيوية في مبادئ علم النفس لهربرت سبنسر (الطبعة الثالثة) (1872)، والطب النفسي لتيودور مينرت (1884)، و مبادئ علم النفس لويليام جيمس (1890)، ومشروع سيغموند فرويد لعلم النفس العلمي (1895). وقد تم وصف القاعدة الأولى للتعلم العصبي من قبل نظرية هيب في عام 1949، وطبقا لهذه النظرية، فإن اقتران نشاط ما قبل المشبك العصبي بما بعد المشبك يمكن أن يغير كثيرا من الخصائص الديناميكية للاتصال المشبكي، وبالتالي تسهيل أو منع انتقال الإشارات. وقد قام علماء الأعصاب وارن ستورجيس ماكولوك ووالتر بيتس بنشر الأعمال الأولى عن معالجة الشبكات العصبية. وأظهروا نظريا أن شبكات الخلايا العصبونية الاصطناعية يمكن أن تنفِذ وظائف منطقية وحسابية ورمزية. وتم إنشاء نماذج مبسطة من الخلايا العصبية الحيوية، والتي عادة ما تسمى بيرسيبترونس أو الخلايا العصبية الاصطناعية. وشكلت هذه النماذج البسيطة تراكم عصبي (أي أن الجهد في غشاء ما بعد التشابك سوف يتراكم في جسم الخلية). كما قدمت نماذج لاحقة نقل مشبكي مثبط ومثار.

## الروابط بين الخلايا العصبي
انظر أيضا: مشبك عصبي

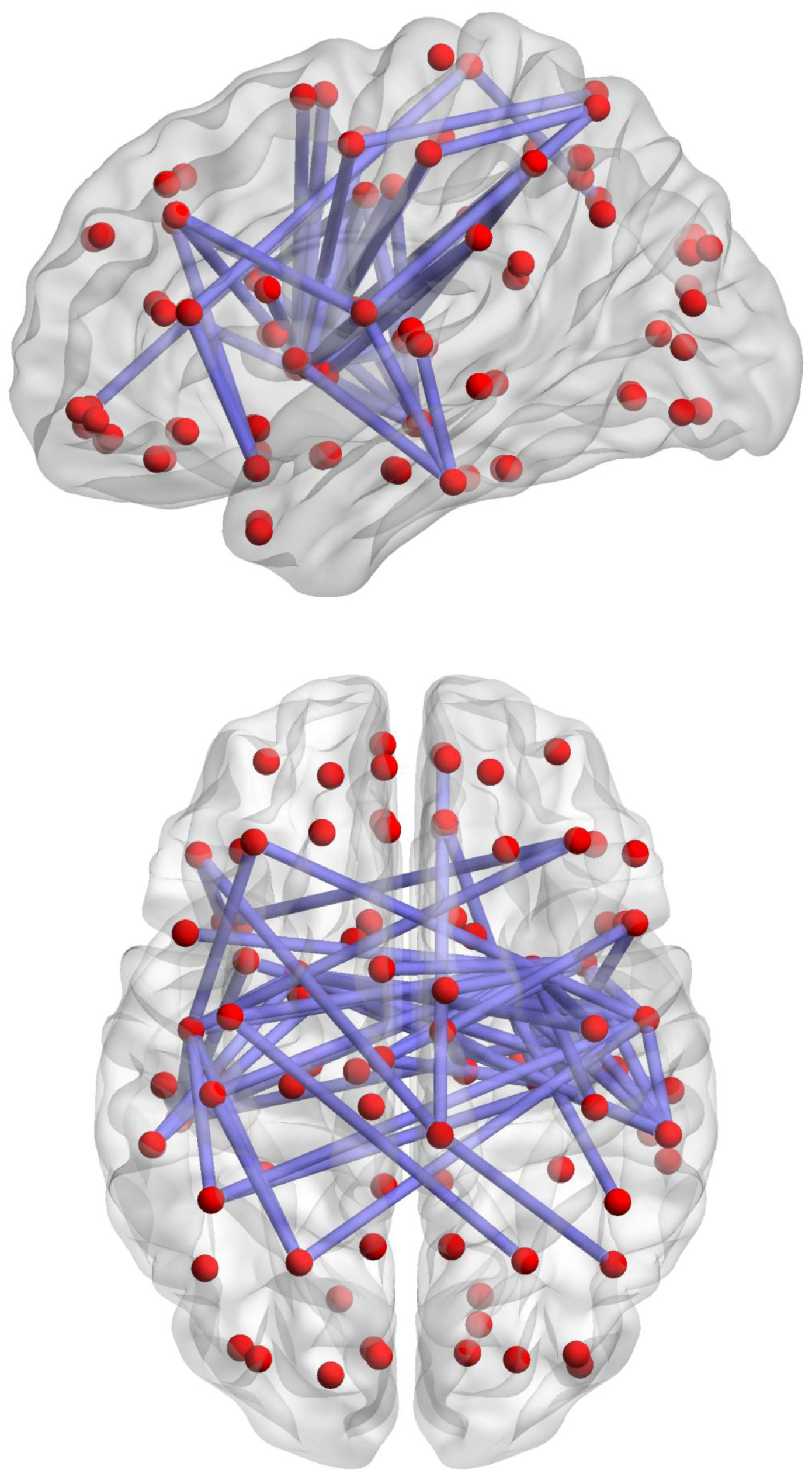
مثال على الشبكة العصبونية في الدماغ البشري

تُعدّ الروابط بين الخلايا العصبية في الدماغ البشري
أكثر تعقيدا بكثير من تلك التي تنفذ في هندسة الحوسبة العصبية. والأنواع الأساسية من الاتصالات بين الخلايا العصبية هي الاشتباك العصبي الكيميائي وتقاطعات الفجوة الكهربائية. أحد المبادئ التي تعمل من خلالها الخلايا العصبية هو التراكم العصبي. وإذا كانت إزالة الاستقطاب من الخلايا العصبية في المحور العصبي فوق العتبة، فإن جهد الفعل يمكنه الانتقال أسفل محور عصبي إلى النهايات الطرفية لنقل الإشارة إلى الخلايا العصبية الأخرى.
على المستوى الكهروفيزيولوجي، هناك العديد من الظواهر التي تغير من خصائص الاستجابة في نقاط الاشتباك العصبي (تسمى اللدونة المشبكية) والخلايا العصبية (اللدونة الحقيقية). وغالبا ما تنقسم إلى لدونة قصيرة المدى ولدونة طويلة المدى. وغالبا ما تٌعدّ اللدونة المشبكية طويلة المدى هي الركيزة الأكثر احتمالا للذاكرة. وعادة ما يشير مصطلح «اللدونة العصبية» إلى تغيرات الدماغ التي يسببها النشاط أو الخبرة.

## الشبكات العصبية الاصطناعية
هي من أهم المواضيع التي تعالجها المعلوماتية العصبية ولها دور كبير في مجالات الذكاء الاصطناعي وهي طريقة يحاول فيها العلماء محاكاة عملية معالجة المعلومات في الدماغ البشري. كما أن المشابك العصبية أيضا مناسبة لدراسة بعض الظواهر الدماغية خاصة من الناحية المعلوماتية لذلك فإن نجاحات هذا المجال العلمي متصلة بشكل وثيق بالنجاحات في مجال النيوروبيولوجيا.

## الشبكات العصبونية أمامية الانتشار
الشبكات العصبونية أمامية الانتشار هي إحدى أشهر أنواع الشبكات العصبونية، ويحدث بها انتقال المعلومات عبر الطبقات باتجاه وحيد من طبقة الإدخال إلى الطبقة المخفية إلى الطبقة النهائية.

## اقرأ أيضا
- الشبكات العصبونية الاصطناعية
- علم الأعصاب التعليمي
- خرافة السنوات الثلاث الأولى (كتاب)